# Madonna di San Biagio
Madonna di San Biagio és una església iniciada el 1518 i consagrada el 1529 pel papa Climent VII, construïda de pedra de tons daurats. És l'obra mestra d'Antonio da Sangallo el Vell. Situada a la part baixa de la ciutat de Montepulciano, a la Toscana (Itàlia).
L'edifici reprèn la planta quadrada en forma de creu grega rematada per una cúpula. Aquest esquema ja va ser usat pel seu germà Giuliano da Sangallo a l'església de Santa Maria delle Carceri, a Prato (municipi toscà). Al seu torn, l'esquema de Prato es basava en la Capella Pazzi de Filippo Brunelleschi a Florència.
L'harmonia de les línies i el domini dels motius arquitectònics transmeten un sentiment de plenitud. La façana principal es veu realçada per dos campanars allotjats als angles de la creu; un d'ells està inacabat i l'altre presenta els tres ordres clàssics (dòric, jònic i corinti). El braç de migdia es perllonga en una sagristia.
L'interior presenta el mateix aspecte noble i majestuós. A l'esquerra de l'entrada hi ha una Anunciació pintada al segle XIV. Hi ha un imponent altar major de marbre del segle XVI.
Davant de l'església s'observa un elegant palau amb pòrtic, es tracta de la canònica amb un ús reservat als monjos.
Amb clares influències del projecte que va fer Bramante per la reconstrucció de Sant Pere de Roma - que no va arribar a fer-se per la mort de l'arquitecte - l'edifici de Sangallo queda com a testimoni dels principals criteris de l'arquitecte del papa.

## Galeria d'imatges

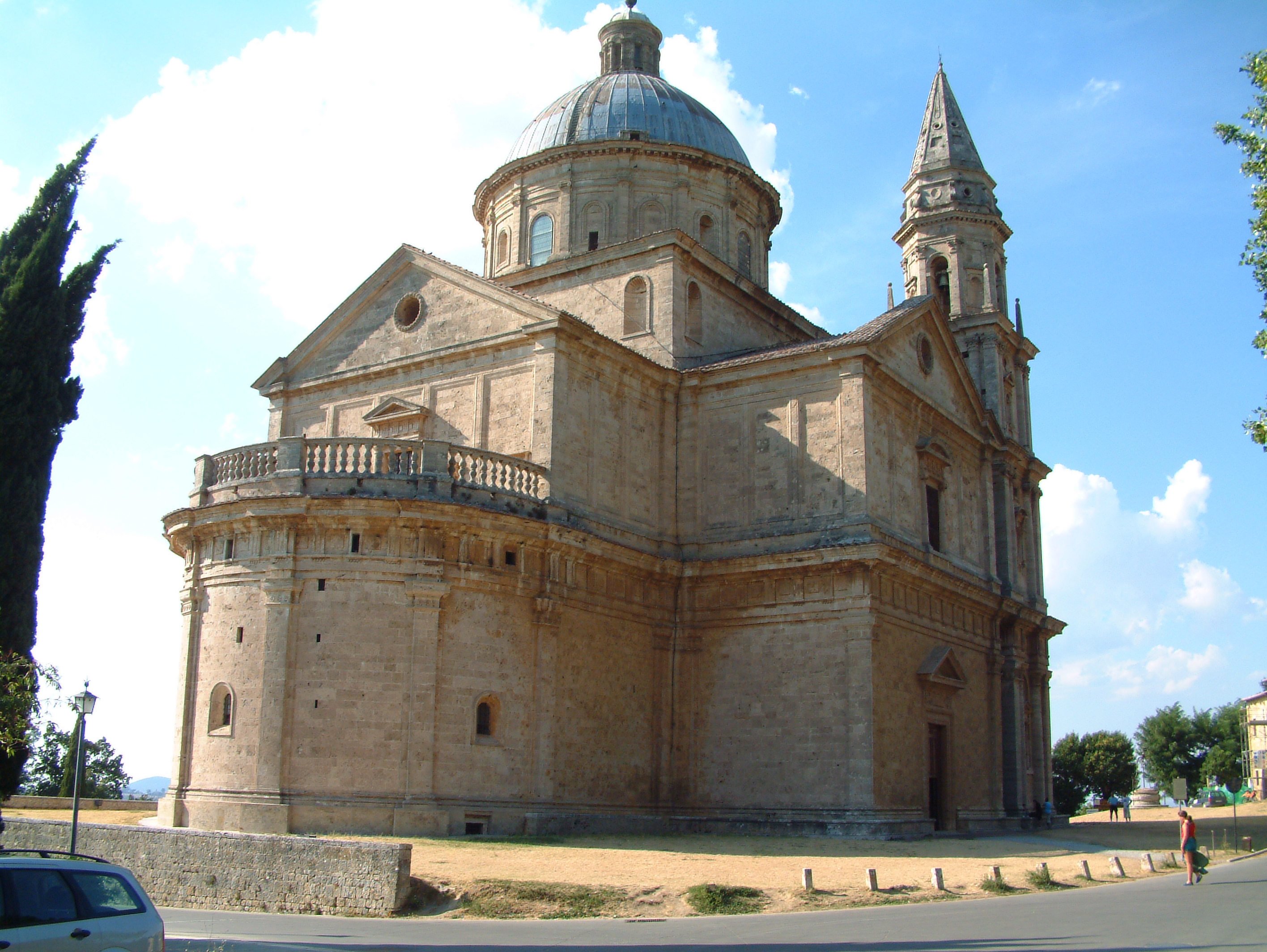
Exterior
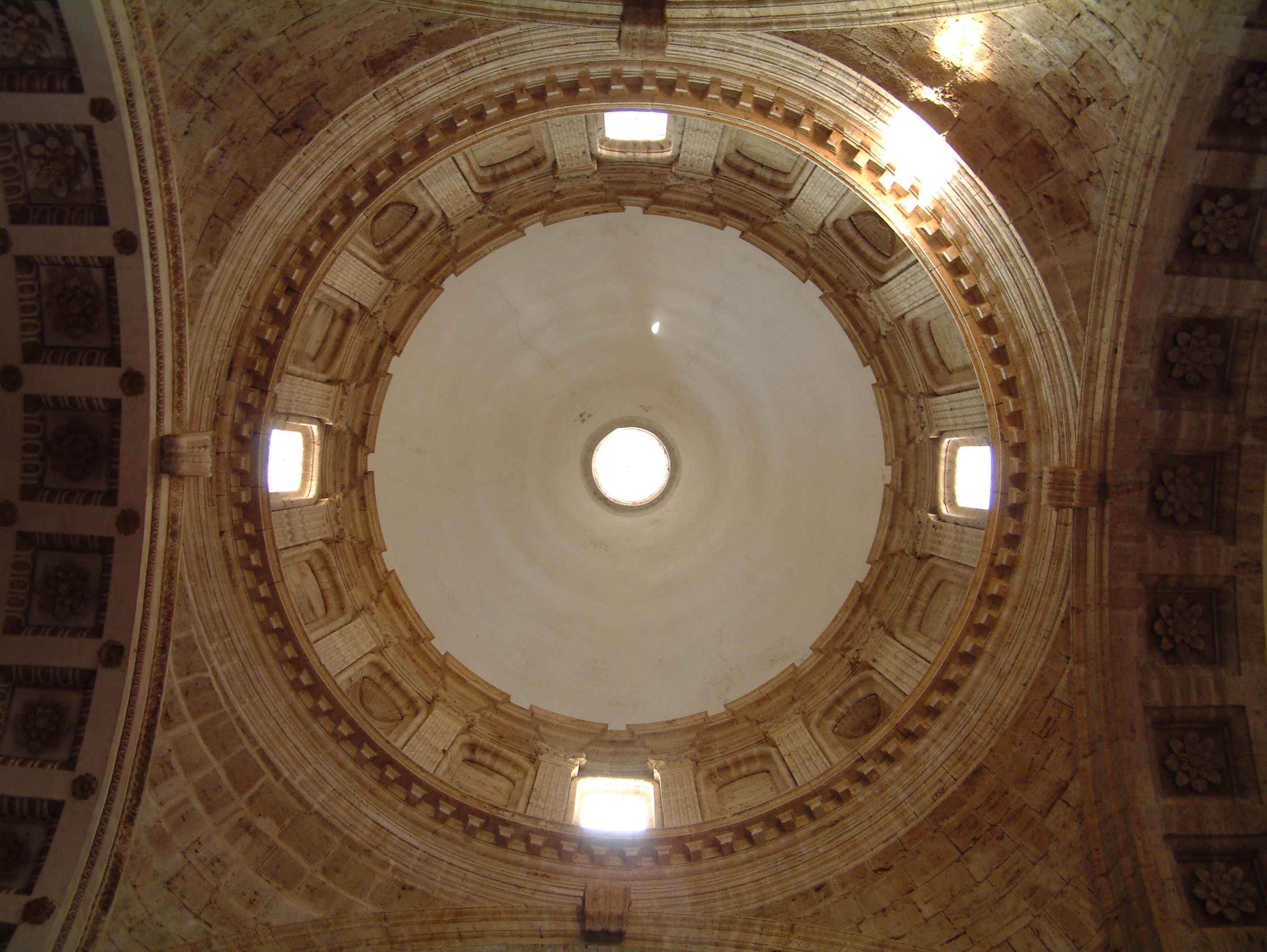
Interior de la cúpula
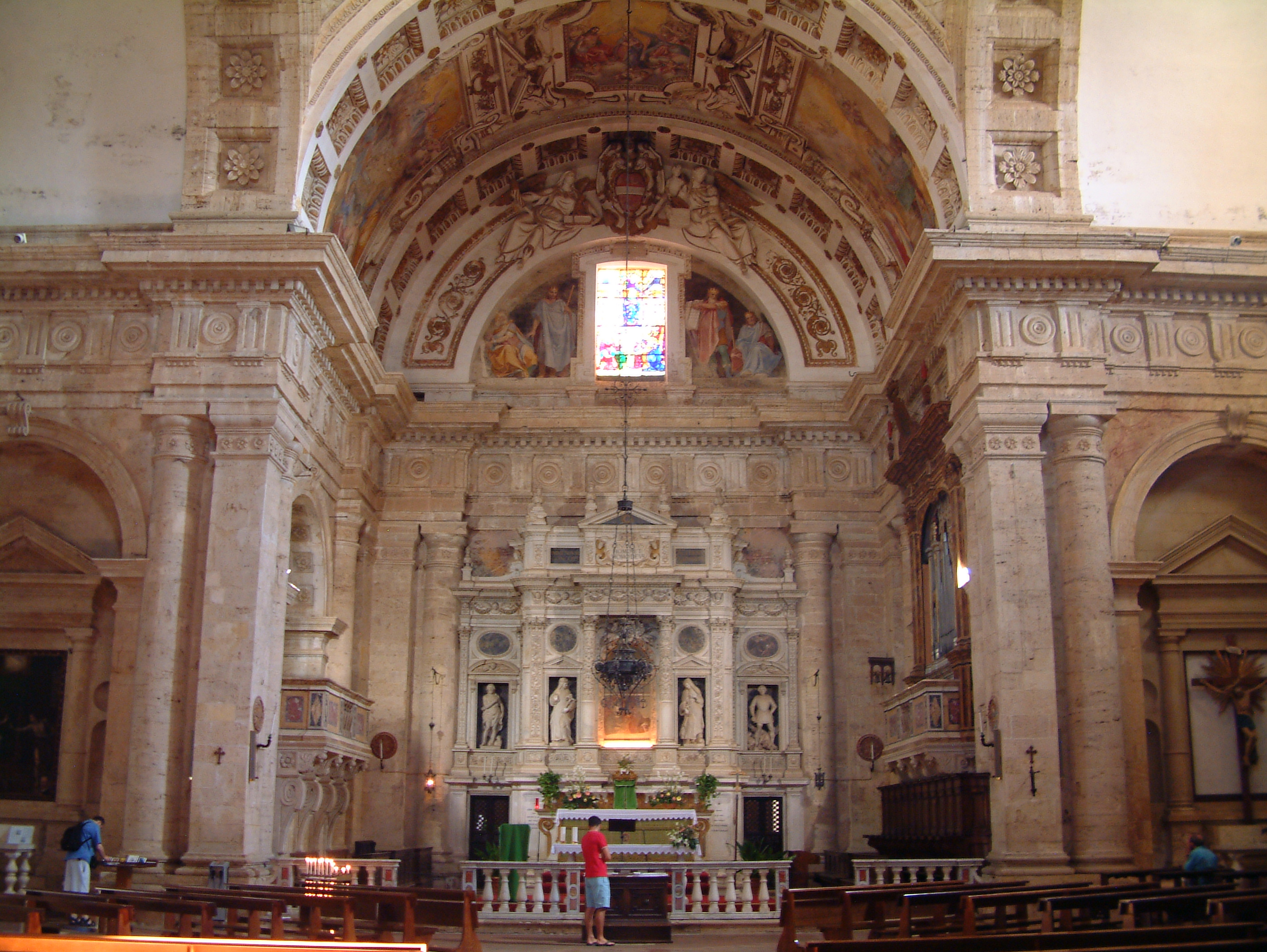
Interior
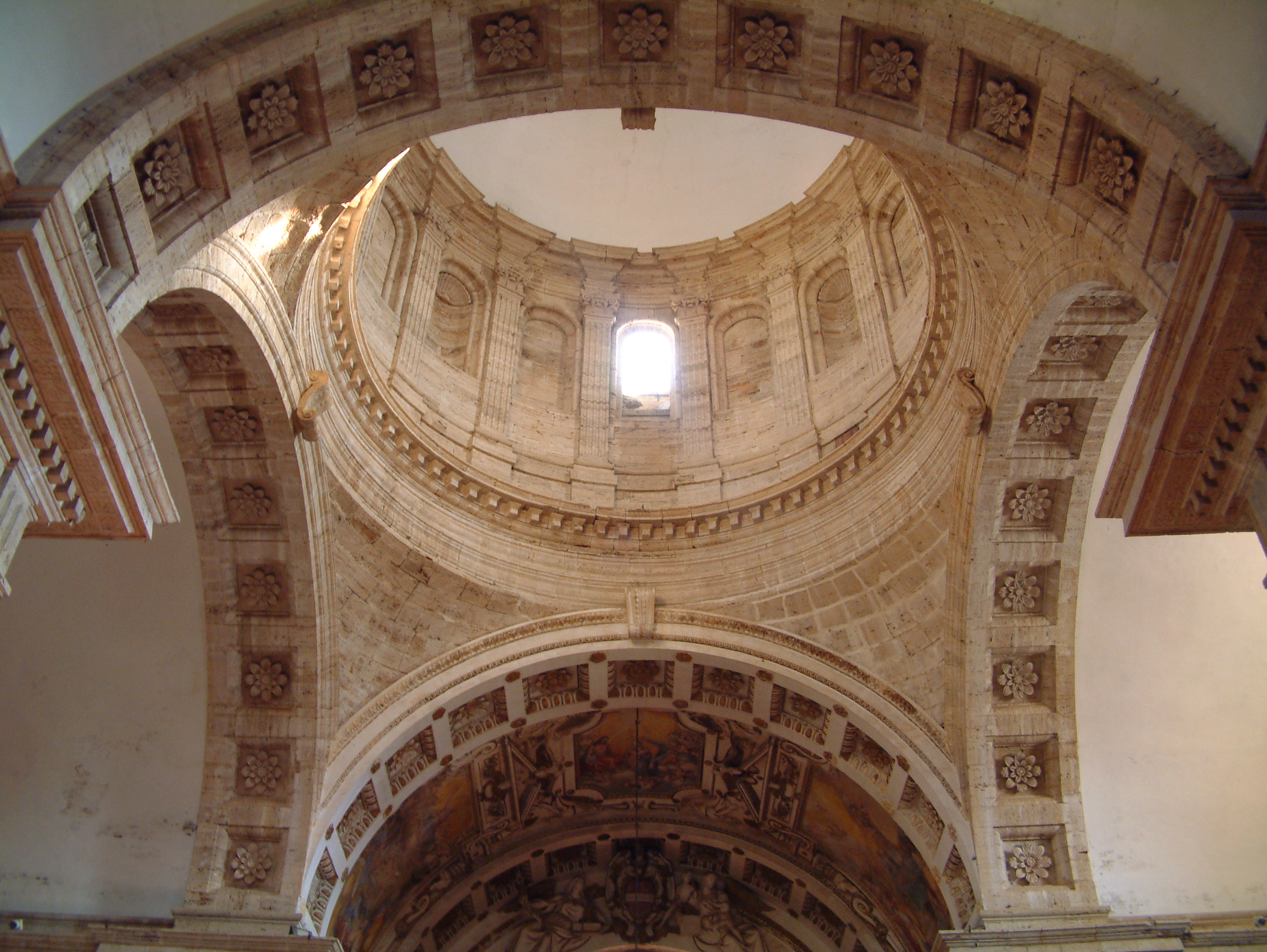
Interior